# Revaz Davitadze
Revaz Davitadze (in georgiano რევაზ დავითაძე?; Tbilisi, 16 ottobre 1998) è un sollevatore georgiano.